# Julian Czerwiński
Julian Czerwiński (ur. 16 czerwca 1914 w Podbereziu, zm. 15 grudnia 1991 w Gdyni) – oficer Marynarki Wojennej, dowódca ORP „Iskra”, obrońca Helu, pisarz, tłumacz, publicysta oraz autor słownika biograficznego oficerów Polskiej Marynarki Wojennej z lat 1918–1947.

## Życiorys
Był synem Zygmunta Juliana (1885–1940, urzędnik, burmistrz Ołyki, ofiara zbrodni katyńskiej) i Marii z Grocholskich. Urodził się w rodzinie ziemiańskiej w Podbereziu w powiecie łuckim na Wołyniu. Jego rodzeństwem byli: Wanda (1915–1993, żona Stanisława Chłapowskiego), Ewelina (1916–1999, żona Maurice'a Tourniera), Antoni (1918–1944), Janina (1920–2009, żona Józefa Bielaka), Aleksander (1924–2012). Po maturze odbył obowiązkowe roczne przeszkolenie w Szkole Podchorążych Rezerwy Artylerii w Włodzimierzu Wołyńskim, a w roku 1934 wstąpił do Szkoły Podchorążych Marynarki Wojennej w Toruniu. W roku 1937 odebrał patent oficerski, po czym został skierowany na Kurs Aplikacyjny dla Podporuczników. Od roku 1938 był oficerem wachtowym, a następnie oficerem nawigatorem na ORP „Wicher”. Służbę tę pełnił do zatopienia „Wichra” w porcie w Helu dnia 3 września 1939 roku.
W czasie obrony Rejonu Umocnionego dowodził odcinkiem „Fant”. Wzięty do niewoli podczas próby ucieczki na jednym z dwóch kutrów rybackich w nocy z 1 na 2 października 1939 roku, resztę wojny spędził w oflagu.
Po powrocie z obozu podjął pracę w Centralnym Zarządzie Przemysłu Metalowego w Warszawie, jednak już w październiku 1945 roku został zmobilizowany i przydzielony, jako instruktor wychowania fizycznego, do Sztabu Głównego Marynarki Wojennej. W latach 1947–1949 był adiutantem ministra obrony narodowej. W ramach tych obowiązków wysłano go do Wielkiej Brytanii, skąd przyprowadził do Gdyni latem 1948 roku „Iskrę”, którą dowodził do końca 1949 roku, już w stopniu komandora podporucznika.
W roku 1950 został przeniesiony na „Błyskawicę”, gdzie służył jako zastępca dowódcy, ale w październiku 1951 roku, w ramach represji stalinowskich, został zwolniony z Marynarki Wojennej, a w roku następnym „decyzją administracyjną” wysiedlony z Wybrzeża.
Do Gdyni wrócił dopiero w roku 1957. Ponownie został przyjęty do Sztabu Głównego, gdzie pełnił funkcję nawigatora flagowego. Potem pracował w cywilnym szkolnictwie morskim jako zastępca kierownika studium wojskowego Wyższej Szkoły Morskiej. Po przejściu na emeryturę prowadził praktyki studenckie na wielu statkach handlowych. 
Był autorem i tłumaczem wielu książek z zakresu żeglarstwa, publikował w czasopismach o tematyce morskiej. 
Zmarł w Gdyni; został pochowany na cmentarzu parafialnym w Gdyni-Oksywiu.

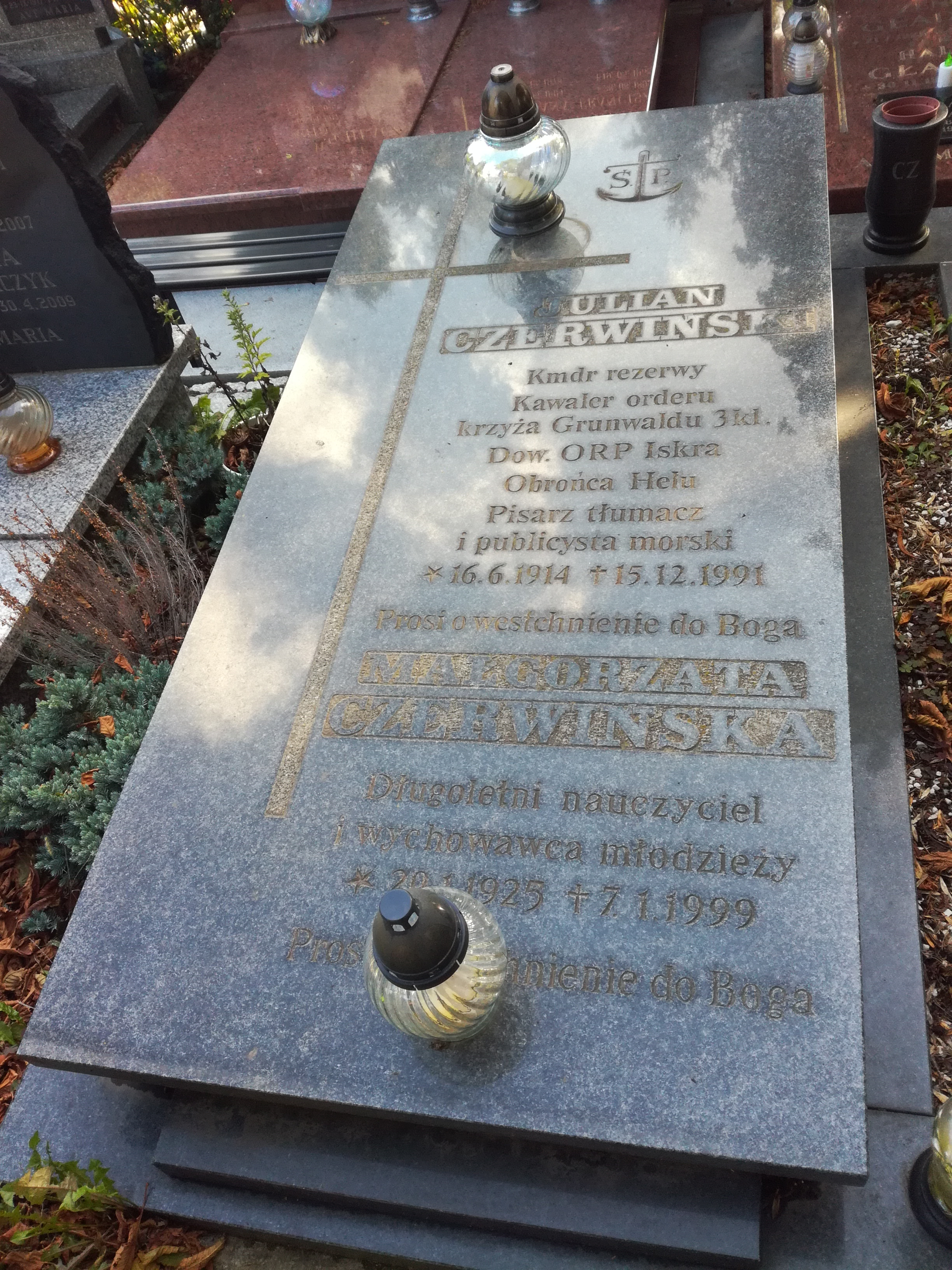
grób kmdra Juliana Czerwińskiego na cmentarzu parafialnym w Gdyni-Oksywiu

## Twórczość
Był autorem słownika Kadry Morskie Rzeczypospolitej, zawierającego biogramy oficerów Marynarki Wojennej z lat 1918–1947. Słownik ten powstał w latach 1969–1983, ale wydany został dopiero po śmierci autora, jako praca zbiorowa. Czerwiński napisał również wiele artykułów drukowanych w magazynach „Morze” i „Przegląd Morski”. Był tłumaczem wielu książek i podręczników z zakresu żeglarstwa.
Należał do współtwórców Panteonu Marynarki Wojennej wzniesionego w latach 1969–1983 na Oksywiu.